# Osmannoro
Osmannoro is een plaats (frazione) in de Italiaanse gemeente Sesto Fiorentino.